# Chea Sim
Dans ce nom khmer, le nom de famille, Chea, précède le nom personnel.
Chea Sim (15 novembre 1932 - 8 juin 2015) est un homme politique cambodgien.
Ancien secrétaire de zone khmère rouge, il a quitté les rangs des partisans de Pol Pot en 1978 pour s'enfuir au Viêt Nam. Il occupera, à partir de 1981, le fauteuil de président de l'assemblée nationale, puis de 1999 à son décès en 2015, celui de président du Sénat.
Il a aussi été l'un des dirigeants du Parti du peuple cambodgien, au pouvoir de façon continue depuis 1979.

## Biographie
Il est né le 15 novembre 1932 au sein d’une famille paysanne modeste du district de Romeas Hek, dans la province de Svay Rieng, au Cambodge. Enfant, il fréquente les écoles des pagodes locales et devient bonze en 1949. Il intègre en 1951 le mouvement khmer issarak, qui lutte contre les Français pour obtenir l’indépendance du pays.
En 1954, il rejoint les maquis communistes où il devient rapidement secrétaire de la section d’Ampil.
C'est à cette époque, plus précisément en 1955, qu'il se marie à Nhem Soeun dont il a 4 fils et 3 filles. En 1959, il est nommé responsable de la province de Svay Rieng.
En 1966, il poursuit son ascension et rejoint la direction du Parti communiste du Kampuchéa (PCK – dont on affublera bientôt les membres de la dénomination « khmers rouges ») du district de Kam Chay Mean, dans la province de Prey Veng, puis, en 1970, il devient secrétaire du PCK pour le district de Po Near Krek dans la province de Kompong Cham. En 1976, il rejoint la direction du PCK du secteur 20 de la zone Est, avant d’en devenir le secrétaire au début de 1978. À ce titre, il est responsable de la prison de district de Ponha Krek, composante locale du système de répression mis en place par le régime khmer rouge.
En mai de la même année, très probablement pour échapper aux purges qui s’abattent sur la zone est, il rompt avec le régime khmer rouge alors au pouvoir puis rejoint le Viêt Nam. En décembre 1978, il est l’un des douze membres fondateurs et le vice-président du Front uni national pour le sauvetage du Kampuchéa, mouvement créé depuis le Viêt Nam par d’anciens membres khmers rouges en rupture de ban.
Le 7 janvier 1979, lorsque l’armée vietnamienne envahit le Cambodge et chasse les fidèles de Pol Pot du pouvoir, il est nommé ministre de l’intérieur du Conseil populaire révolutionnaire du Kampuchéa mis en place par les troupes de Hanoï pour administrer le Cambodge. Il quittera le gouvernement en mai 1981, quand il sera élu député de Prey Veng et président de l’Assemblée nationale de la république populaire du Kampuchéa, puis de l’État du Cambodge.
Il conservera ce fauteuil jusqu'en 1993. Le 29 mai 1981, il est nommé membre du Bureau politique et du comité central du Parti révolutionnaire du peuple du Kampuchéa qui deviendra le Parti du peuple cambodgien (CPP), puis, en décembre 1981, il prend la présidence du Front uni national de construction et de défense du Kampuchéa. Le 17 octobre 1991, le 14e congrès du comité central du CPP l'élit président du parti.
Le 6 avril 1992, il est nommé chef de l’État par intérim et le restera jusqu’au rétablissement de la monarchie, le 14 juin 1993. En mai 1993, à la suite des élections générales organisées avec le concours de l’Autorité provisoire des Nations unies au Cambodge (APRONUC), Chea Sim est choisi comme député de Phnom Penh et est élu premier vice-président de l’Assemblée constituante qui, après adoption de la nouvelle Constitution du Royaume du Cambodge devient Assemblée nationale. Lors de la première réunion de cette nouvelle législature, le 25 octobre 1993, il est élu président de cette Assemblée nationale.
Le 9 novembre 1993, le roi Norodom Sihanouk lui décerne le titre de Samdech (très honorable), alors que le 2 mars 1998, il est nommé docteur honoris causa en philosophie et science politique par l’université de Californie du Sud.
Lors des secondes élections, le 26 juillet 1998, il est réélu député de Phnom Penh, mais quitte l’Assemblée nationale le 1er décembre 1998, pour être nommé, le 11 janvier 1999 président du Sénat par le roi Norodom Sihanouk.
Ce poste lui permet de continuer à exercer les fonctions de chef de l’État par intérim, lors des absences du roi, fonctions qu’il exercera à de multiples reprises lors des nombreux séjours en Chine et en Corée du Nord de Norodom Sihanouk pour raison de santé. C'est notamment lui qui signera le 19 octobre 2004, le décret donnant naissance aux Chambres extraordinaires au sein des tribunaux cambodgiens.
Il a souvent été considéré comme dirigeant une faction rivale du Premier ministre Hun Sen au sein du CPP. La querelle entre les deux hommes atteint son paroxysme en 2004 quand, en tant que chef de l’État par intérim il refusera de signer une modification constitutionnelle, résultat des tractations entre Norodom Ranariddh et Hun Sen en vue de former une nouvelle coalition gouvernementale. Cela lui vaudra de devoir quitter un temps le territoire cambodgien. Cet événement marquera le début de son affaiblissement, ses alliés étant alors progressivement remplacés aux postes à responsabilité par des fidèles du Premier ministre.
À partir du début des années 2010, ses apparitions publiques plus rares font naître des rumeurs concernant son état de santé (il avait déjà été victime d’une attaque en octobre 2000) et d’éventuels séjours prolongés dans les hôpitaux vietnamiens. Il décède le 8 juin 2015.

## Liens familiaux
Sauf indication contraire, l'ensemble des informations qui suivent sont issues du chapitre Pour une relecture du jeu politique cambodgien: le cas du Cambodge de la reconstruction (1993 - 2005) de l'ouvrage Cambodge contemporain
|                                        |                                        |                                        |                                        |                                        |                                        |          |          |             |             |                      |                      |                      |                      |                      |                      |              |              |            |            |              |              |              |              |              |              |  |  |              |              |              |              |              |              |  |  |                                       |                                       |                                       |                                       |                                       |                                       |  |  |  |  |  |  |  |  |
|                                        |                                        |                                        |                                        |                                        |                                        |          |          |             |             |                      |                      |                      |                      |                      |                      |              |              |            |            |              |              |              |              |              |              |  |  |              |              |              |              |              |              |  |  |                                       |                                       |                                       |                                       |                                       |                                       |  |  |  |  |  |  |  |  |
|                                        |                                        |                                        |                                        |                                        |                                        |          |          |             |             |                      |                      |                      |                      |                      |                      |              |              |            |            |              |              |              |              |              |              |  |  |              |              |              |              |              |              |  |  |                                       |                                       |                                       |                                       |                                       |                                       |  |  |  |  |  |  |  |  |
|                                        |                                        |                                        |                                        |                                        |                                        |          |          |             |             |                      |                      |                      |                      |                      |                      |              |              |            |            |              |              |              |              |              |              |  |  |              |              |              |              |              |              |  |  |                                       |                                       |                                       |                                       |                                       |                                       |  |  |  |  |  |  |  |  |
| Sar Kheng (en) Ministre de l'intérieur | Sar Kheng (en) Ministre de l'intérieur | Sar Kheng (en) Ministre de l'intérieur | Sar Kheng (en) Ministre de l'intérieur | Sar Kheng (en) Ministre de l'intérieur | Sar Kheng (en) Ministre de l'intérieur |          |          | Nhem Sakhan | Nhem Sakhan | Nhem Sakhan          | Nhem Sakhan          | Nhem Sakhan          | Nhem Sakhan          |                      |                      | Nhem Soeun   | Nhem Soeun   | Nhem Soeun | Nhem Soeun | Nhem Soeun   | Nhem Soeun   |              |              |              |              |  |  | Chea Sim     | Chea Sim     | Chea Sim     | Chea Sim     | Chea Sim     | Chea Sim     |  |  |                                       |                                       |                                       |                                       |                                       |                                       |  |  |  |  |  |  |  |  |
| Sar Kheng (en) Ministre de l'intérieur | Sar Kheng (en) Ministre de l'intérieur | Sar Kheng (en) Ministre de l'intérieur | Sar Kheng (en) Ministre de l'intérieur | Sar Kheng (en) Ministre de l'intérieur | Sar Kheng (en) Ministre de l'intérieur |          |          | Nhem Sakhan | Nhem Sakhan | Nhem Sakhan          | Nhem Sakhan          | Nhem Sakhan          | Nhem Sakhan          |                      |                      | Nhem Soeun   | Nhem Soeun   | Nhem Soeun | Nhem Soeun | Nhem Soeun   | Nhem Soeun   |              |              |              |              |  |  | Chea Sim     | Chea Sim     | Chea Sim     | Chea Sim     | Chea Sim     | Chea Sim     |  |  |                                       |                                       |                                       |                                       |                                       |                                       |  |  |  |  |  |  |  |  |
|                                        |                                        |                                        |                                        |                                        |                                        |          |          |             |             |                      |                      |                      |                      |                      |                      |              |              |            |            |              |              |              |              |              |              |  |  |              |              |              |              |              |              |  |  |                                       |                                       |                                       |                                       |                                       |                                       |  |  |  |  |  |  |  |  |
|                                        |                                        |                                        |                                        |                                        |                                        |          |          |             |             |                      |                      |                      |                      |                      |                      |              |              |            |            |              |              |              |              |              |              |  |  |              |              |              |              |              |              |  |  |                                       |                                       |                                       |                                       |                                       |                                       |  |  |  |  |  |  |  |  |
|                                        |                                        |                                        |                                        |                                        |                                        |          |          |             |             | Khaou Chou Ly Tycoon | Khaou Chou Ly Tycoon | Khaou Chou Ly Tycoon | Khaou Chou Ly Tycoon | Khaou Chou Ly Tycoon | Khaou Chou Ly Tycoon |              |              |            |            |              |              |              |              |              |              |  |  |              |              |              |              |              |              |  |  | Chea Sorn Chef de cabinet de Chea Sim | Chea Sorn Chef de cabinet de Chea Sim | Chea Sorn Chef de cabinet de Chea Sim | Chea Sorn Chef de cabinet de Chea Sim | Chea Sorn Chef de cabinet de Chea Sim | Chea Sorn Chef de cabinet de Chea Sim |  |  |  |  |  |  |  |  |
|                                        |                                        |                                        |                                        |                                        |                                        |          |          |             |             | Khaou Chou Ly Tycoon | Khaou Chou Ly Tycoon | Khaou Chou Ly Tycoon | Khaou Chou Ly Tycoon | Khaou Chou Ly Tycoon | Khaou Chou Ly Tycoon |              |              |            |            |              |              |              |              |              |              |  |  |              |              |              |              |              |              |  |  | Chea Sorn Chef de cabinet de Chea Sim | Chea Sorn Chef de cabinet de Chea Sim | Chea Sorn Chef de cabinet de Chea Sim | Chea Sorn Chef de cabinet de Chea Sim | Chea Sorn Chef de cabinet de Chea Sim | Chea Sorn Chef de cabinet de Chea Sim |  |  |  |  |  |  |  |  |
|                                        |                                        |                                        |                                        |                                        |                                        |          |          |             |             |                      |                      |                      |                      |                      |                      |              |              |            |            |              |              |              |              |              |              |  |  |              |              |              |              |              |              |  |  |                                       |                                       |                                       |                                       |                                       |                                       |  |  |  |  |  |  |  |  |
|                                        |                                        |                                        |                                        |                                        |                                        |          |          |             |             | Khaou Phallaboth     | Khaou Phallaboth     | Khaou Phallaboth     | Khaou Phallaboth     | Khaou Phallaboth     | Khaou Phallaboth     |              |              | Chea Pin   | Chea Pin   | Chea Pin     | Chea Pin     | Chea Pin     | Chea Pin     |              |              |  |  | Chea Somethy | Chea Somethy | Chea Somethy | Chea Somethy | Chea Somethy | Chea Somethy |  |  | Chea So Phalkun                       | Chea So Phalkun                       | Chea So Phalkun                       | Chea So Phalkun                       | Chea So Phalkun                       | Chea So Phalkun                       |  |  |  |  |  |  |  |  |
|                                        |                                        |                                        |                                        |                                        |                                        |          |          |             |             | Khaou Phallaboth     | Khaou Phallaboth     | Khaou Phallaboth     | Khaou Phallaboth     | Khaou Phallaboth     | Khaou Phallaboth     |              |              | Chea Pin   | Chea Pin   | Chea Pin     | Chea Pin     | Chea Pin     | Chea Pin     |              |              |  |  | Chea Somethy | Chea Somethy | Chea Somethy | Chea Somethy | Chea Somethy | Chea Somethy |  |  | Chea So Phalkun                       | Chea So Phalkun                       | Chea So Phalkun                       | Chea So Phalkun                       | Chea So Phalkun                       | Chea So Phalkun                       |  |  |  |  |  |  |  |  |
|                                        |                                        |                                        |                                        |                                        |                                        |          |          |             |             |                      |                      |                      |                      |                      |                      |              |              |            |            |              |              |              |              |              |              |  |  |              |              |              |              |              |              |  |  |                                       |                                       |                                       |                                       |                                       |                                       |  |  |  |  |  |  |  |  |
|                                        |                                        |                                        |                                        |                                        |                                        |          |          |             |             |                      |                      |                      |                      |                      |                      |              |              |            |            |              |              |              |              |              |              |  |  |              |              |              |              |              |              |  |  |                                       |                                       |                                       |                                       |                                       |                                       |  |  |  |  |  |  |  |  |
|                                        |                                        |                                        |                                        |                                        |                                        |          |          |             |             |                      |                      |                      |                      |                      |                      |              |              |            |            |              |              |              |              |              |              |  |  |              |              |              |              |              |              |  |  |                                       |                                       |                                       |                                       |                                       |                                       |  |  |  |  |  |  |  |  |
|                                        |                                        |                                        |                                        | Chea Sak                               | Chea Sak                               | Chea Sak | Chea Sak | Chea Sak    | Chea Sak    |                      |                      | Chea Sam Ath         | Chea Sam Ath         | Chea Sam Ath         | Chea Sam Ath         | Chea Sam Ath | Chea Sam Ath |            |            | Chea Sam Eng | Chea Sam Eng | Chea Sam Eng | Chea Sam Eng | Chea Sam Eng | Chea Sam Eng |  |  | Chea Thea    | Chea Thea    | Chea Thea    | Chea Thea    | Chea Thea    | Chea Thea    |  |  | Chea Tha                              | Chea Tha                              | Chea Tha                              | Chea Tha                              | Chea Tha                              | Chea Tha                              |  |  |  |  |  |  |  |  |